# Mistrzostwa Polski w Skokach Narciarskich 1920
1. Mistrzostwa Polski w Skokach Narciarskich – zawody o mistrzostwo Polski w skokach narciarskich, które odbyły się 22 lutego 1920 roku na skoczni na Antałówce w Zakopanem, zorganizowanie przez Polski Związek Narciarski. 
W konkursie o mistrzostwo Polski zwyciężył Leszek Pawłowski, srebrny medal zdobył Franciszek Bujak, a brązowy – Roman Łuszczyński.

## Wyniki konkursu
| Miejsce | Zawodnik          | Klub           | Punkty |
| ------- | ----------------- | -------------- | ------ |
| 1.      | Leszek Pawłowski  | Czarni Lwów    | 2,35   |
| 2.      | Franciszek Bujak  | SNPTT Zakopane | 2,55   |
| 3.      | Roman Łuszczyński | AKT Lwów       | 2,68   |
| 4.      | Józef Bujak       | SNPTT Zakopane | 3,01   |
| 5.      | Aleksander Rozmus | SNPTT Zakopane | 3,35   |

W konkursie wzięło udział 6 zawodników.